# Ранир (город, Миннесота)
Ранир (англ. Ranier) — город в округе Кучичинг, штат Миннесота, США. На площади 0,4 км² (0,4 км² — суша, водоёмов нет), согласно переписи 2002 года, проживают 188 человек. Плотность населения составляет 489,6 чел./км².
- Телефонный код города — 218
- Почтовый индекс — 56668
- FIPS-код города — 27-53134[1]
- GNIS-идентификатор — 0657979[2]